# Bajau de la côte occidentale
Le bajau de la côte occidentale est une langue austronésienne parlée aux Malaisie, dans l'État de Sabah, sur la côte occidentale, entre Kuala Penyu et Kudat. La langue appartient à la branche malayo-polynésienne des langues austronésiennes.

## Classification
Le bajau de la côte occidentale est une des langues sama-bajaw, classés par Adelaar comme un des groupes du malayo-polynésien occidental.
La langue est riche en emprunts au malais.

## Sources
- (en) Adelaar, Alexander, The Austronesian Languages of Asia and Madagascar: A Historical Perspective, The Austronesian Languages of Asia and Madagascar, pp. 1-42, Routledge Language Family Series, Londres, Routledge, 2005,  (ISBN 0-7007-1286-0)
- (en) Akamine, Jun, Sama (Bajau), The Austronesian Languages of Asia and Madagascar, pp. 377-396, Routledge Language Family Series, Londres, Routledge, 2005,  (ISBN 0-7007-1286-0)